# Teranodes otwayensis
Teranodes otwayensis là một loài nhện trong họ Hexathelidae. Loài này phân bố ở Victoria.